# Ján Zimmer
Ján Zimmer (Ružomberok, 16 maggio 1926 – Bratislava, 21 gennaio 1993) è stato un pianista e compositore slovacco postromantico.

## Biografia
Ján Zimmer nacque a Ružomberok, nel nord Slovacchia. Studiò al Conservatorio di Bratislava tra il 1941 e il 1948 con Anna Kafendová (pianoforte), Józef Weber (organo) e Eugen Suchoň (composizione). Successivamente studiò composizione con Ferenc Farkas all'Accademia Musicale di Budapest e a Salisburgo nel 1949. Dal 1948 al 1952 insegna teoria musicale e pianoforte al Conservatorio di Bratislava. Ha anche lavorato per la radio cecoslovacca. Dal 1952 dedica il suo tempo esclusivamente alla composizione ed alle esibizioni come pianista da concerto (esegue in particolare la parte pianistica dei propri concerti per pianoforte). Le sue opere, in stile postromantico, sono complessivamente espressioniste e occasionalmente incorporano musica popolare slovacca. Alcune delle sue opere, come la cantata The Uprising (1954), il potente poema sinfonico Strečno (1958) e il poema sinfonico Liberation (1975) sono scritti con uno spirito nazionalista. Ján Zimmer ha composto più di 120 lavori, tra cui in particolare due opere (1963 e 1977), dodici sinfonie (dal 1955 al 1985), sette concerti per pianoforte (dal 1949 al 1985), molti altri concerti per vari strumenti, musica da camera, canzoni, opere corali (tra cui un Magnificat, 1951) e numerose composizioni per pianoforte solista. Morì nel 1993 a Bratislava, all'età di 66 anni.

## Composizioni
La lista seguente mostra tutte le sue composizioni nei generi opera, sinfonia e opere per pianoforte e orchestra. Negli altri generi mostra opere selezionate.

### Opera
- Král' Oidipus, opera, based on Edipo re op. 48 (1963; rev. 1969)
- Herakles, opera-pantomime, op. 70 (1972). 40'
- Odlomený čas, opera, op. 76 (1977)

### Sinfonia
- Sinfonia n. 1, op. 21 (1955). 26'
- Sinfonia n. 2, op. 26 (1958). 30'
- Sinfonia n. 3, op. 33 (1959). 31'
- Sinfonia n. 4 per soprano, tenore, coro e orchestra, op. 37 (1959). 40'
- Sinfonia n. 5, op. 44 (1961). 20'
- Sinfonia n. 6 Improvisata, op. 51 (1965). 25'
- Sinfonia n. 7, op. 54 (1966). 26'
- Sinfonia n. 8, op. 68 (1971). 20'
- Sinfonia n. 9, op. 72 (1973). 31'
- Sinfonia n. 10 Homage to Haydn, per archi e legni, op. 92 (1979). 29'
- Sinfonia n. 11 per orchestra con organo, op. 98 (1980). 20'
- Sinfonia n. 12 per orchestra e coro, op. 107 (1985). 18'

### Orchestra
- Pioneers' March (1952). 3'
- Tatra I, suite sinfonica No. 1, op. 11 (1952). 21'
- Celebration Overture "For the Liberation of Bratislava", op. 22 (1955). 7'
- Tatra II, suite sinfonica No. 2, op. 25 (1956). 23'
- Strečno, poema sinfonico sul villaggio Strečno, op. 34 (1958). 13'
- French Suite in C minor, op. 62 (1968). 11'
- Song Without Words, op. 66 (1970). 15'
- Concert Overture (No. 1), op. 82 (1975)
- Overture, op. 88 (1977). 8'
- Slovak Mountains, suite sinfonica, op. 89 (1978). 13'
- Concert Overture (No. 2) per grande orchestra, op. 96 (1981). 8'
- Suite Youth, op. 105 (1983)

### Pianoforte e orchestra
- Piano Concerto No. 1, op. 5 (1949). 39'
- Concerto grosso per Two String Orchestras, due pianoforti e percussioni, op. 7 (1951). 17'
- Piano Concerto No. 2, op. 10 (1952). 28'
- Rhapsody per piano e orchestra, op. 18 (1954). 20'
- Concertino per piano e archi, op. 19 (1955). 28'
- Piano Concerto No. 3, op. 29 (1958). 32'
- Piano Concerto No. 4, op. 36 (1960). 16'
- Little Fantasia per piano e orchestra, op. 40 (1960). 9'
- Piano Concerto No. 5 per la mano sinistra solo, op. 50 (1961–64). 20'
- Nálada (Mood) per piano e archi (1967). 9'
- Concerto per due pianoforti e orchestra, op. 57 (1967). 19'
- Piano Concerto No. 6, op. 71 (1972). 19'
- Fantasy per choir, piano e orchestra, op. 83 (1976). 18'
- Piano Concerto No. 7, op. 106 (1985). 30'
- Three Tanzstücke (Dance Pieces) per piano e orchestra, op. 112 (1988). 8'

### Altri strumenti e orchestra
- Violin Concerto, op. 15 (1953). 27'
- Concerto per organo, archi e percussioni, op. 27 (1957). 23'
- Concerto da camera per Oboe e archi, op. 47 (1962). 20'
- Old Bratislava, Baroque Suite per clavicembalo, organo e orchestra, op. 80 (1975). 18'
- Chamber Concerto per organo, archi e percussioni, op. 102 (1983). 23'
- Concerto polifonico per organo e orchestra, op. 108 (1986). 18'
- Concertino classico per violin e archi, op. 117 (1986)
- Concerto per viola e orchestra da camera(1989)[1]

### Voce e coro
- Magnificat per coro e orchestra, op. 9 (1951). 16'
- Peace, poema sinfonico per coro e orchestra, op. 14 (1953). 15'
- The Uprising, cantata per coro e orchestra, op. 17 (1954). 16'
- Memory (of Ľudovíta Štúra), poema sinfonico per voce e orchestra, op. 24 (1956). 14'
- Symphony No. 4 per soprano, tenore, coro e orchestra, op. 37 (1959). 40'
- Dove of Peace, Cantata per solisti, coro e orchestra, op. 41 (1960). 6'
- In Memoriam Jiřího Wolkera, ciclo di canzoni per Basso e Piano, op. 43 (partitura pubblicata nel 1963)
- Four Madrigals on English Texts, op. 52 (partitura pubblicata nel 1964). 9'
- Four Motets on Latin Texts, op. 58 (1967). 8'
- The Dead Do Not Come Back, Oratorio per speaker, coro e orchestra, op. 60 (1968). 50'
- Songs about spring, song cycle per Tenor e Piano, op. 67 (partitura pubblicata nel 1971)
- Bratislava Spring, cantata per coro e orchestra, op. 77 (1974). 14'
- Liberation, symphonic poem per speaker e orchestra, op. 78 (1975). 20'
- Two Male Choirs, op. 79 (1976)
- Fantasy per choir, piano e orchestra, op. 83 (1976). 18'
- Symphony No. 12 per orchestra e choir, op. 107 (1985). 18'
- Early in the morning, song cycle on text by Jána Smreka, op. ?. 10'

### Musica da camera e strumenti solisti
- Variations per violin, viola e cello, op. 1 (1945). 12'
- Sonata per solo Viola, op. 31. 13'
- Fantasy e Toccata, op. 32 (1958). 6'
- String Quartet No. 1, op. 39 (1960). 20'
- Concerto per solo organo in D, op. 42 (1960). 12'
- Two Slovak Dances, per violino e piano (score published in 1960 ?)
- Sonata per organo No. 1, op. 65 (1970). 12'
- Balada e Burleska per solo viola, op. 84 (1976). 8'
- Poetic Sonata per violin e piano, op. 85. 13'
- Variations in modo classico, per due violini e viola, op. 87 (1977). 12'
- Sonata per solo flauto, op. 91 (1981). 9'
- Trio per flute, violino e piano, op. 93 (1979). 11'
- Sonata per organo No. 2, op. 97 (1981)
- String Quartet No. 2 In Memoriam Frico Kafenda, op. 100 (1983). 14'
- String Quartet No. 3, op. 110 (1987)

### Piano solista e due pianoforti
- Nálady (Stato d'animo), four pieces, op. 2 (1948). 15'
- Piano Sonata No. 1, op. 4 (1948). 20'
- Picture Book, Cycle of Ten Miniatures per Children, op. 13 (score published in 1957)
- Sonata per due pianoforti No. 1, op. 16 (1954). 20'
- Prelude per the left-hand, op. 20. 5'
- Concerto per Piano without orchestra, op. 23 (1957). 25'
- Sonata per due pianoforti No. 2, op. 35 (1959). 20'
- Piano Sonata No. 2, op. 45 (score published in 1964). 13'
- Sonata per due pianoforti No. 3 In Memoriam Sergei Prokofiev, op. 53 (1965). 16'
- Piano Sonata No. 3, op. 55 (1966). 14'
- Etudes per Young Pianists (First Book), op. 56 (1966). 12'
- Etudes per Young Pianists (Second Book), op. 59 (score published in 1969). 15'
- Allegro e Andante per due pianoforti, op. 63 (1969)
- Piano Sonata No. 4 Improvisata, op. 69 (score published in 1972)
- Sonata per due pianoforti No. 4, op. 73 (1973). 15'
- Dvaja, op. 74 (1973). 15'
- Two Romantic Songs, op. 81 (1975). 15'
- Piano Sonata No. 5, op. 90 (1978). 12'
- Piano Sonata No. 6, op. 94 (1980). 14'
- Little Things per Piano, Instructive Pieces, op. 99 (score published in 1982)
- Bagatelle, op. 103 (1983–84)
- Introduction e Toccata, op. 109. 7'
- Piano Sonata No. 7 Ricordanza, op. 113 (1988)
- Variations on the name Eugen Suchoň, op. 115 (1988). 12'
- Four Compositions per piano duet, op. 116 (1988). 16'
- Antiphone, Variations per piano four-hands on the theme of gregorian choral, op. 120 (c. 1992)